# Елжбјета Католик
Елжбјета Католик рођена Сковроњска (пољ. Elżbieta Katolik — Skowrońska; Варшава, 9. октобар 1949 — Сјерадз, 28. јун 1983) бивша пољска атлетичарка чија је специјалнот била трчање на средњим стазама, европска првакиња и европска рекодерка. Била је чланица Спојнија из Варшаве и Висле из Кракова

## Спортска биографија
Прво велико мешународно такмичење на које је учетвовала биле су претече Европских првенстава у дворани Европске игре у дворани 1969. у Београду где је освојила сребрну медаљу у штафети 1+2+3+4 круга (1.950 м).
Учествовала је два пута на Летњим олимпијским играма 1972. у Минхену и 1980. у Москви. Оба пута се такмичила у две дисциплине 800 м и штафета 4 х 400 м. У Минхену у обе дисциплине није се пласирала дање од квалификација, а у Москви на 800 н испала је у полуфиналу, а са штафетом у финалу је заузела 6 место.
На Европским првенствима у дворани учествовала је шест пута. Такмичила се у трци на 800 метара и освојила 1 златну и 2 бронзане медаље.
Првакиња Поске на отвореном била је 9 пута на: 400 м, 800 м, 400 м пр. и 4 к 400 м. и 7 пута у дворани на 400 м. Прва је поска атлетичарка која је трчала 800 исод 2 минута.
На светским годишњим ранг листама међу првих 25 била је 11 пута:
- 400 м - 2 пута — 22. (1971) и 24. 52,6 (1972)
- 800 м - 7 пута — 20. (1971), 16. (1972), 4. (1973), 6. (1974), 11. (1975), 16. (1977). и 12. (1980)

+ 400 м пр. - 2 пута — 4 (1973) и 7. (1977).
Настрадала је у саобраћајној несрећи 1983. године у својој тридесет трећој гпдини.

## Значајнији резултати
| Датум  | Такмичење                    | Место                         | Пласман | Дисциплина | Резултат   | Детаљи |
| Пољска | Пољска                       | Пољска                        | Пољска  | Пољска     | Пољска     | Пољска |
| ------ | ---------------------------- | ----------------------------- | ------- | ---------- | ---------- | ------ |
| 1973.  | Европско првенство у дворани | Ротердам, Холандија           |         | 800 м      | 2:02,90    | [ 1 ]  |
| 1974.  | Европско првенство у дворани | Гетеборг, Шведска             |         | 800 м      | 2:02,38 ЕР | [ 2 ]  |
| 1974.  | Европско првенство           | Рим, Италија                  | 7.      | 800 м      | 2:01,37    | [ 3 ]  |
| 1975.  | Европско првенство у дворани | Катовице, Пољска              | 4.      | 800 м      | 2:08,3     | [ 4 ]  |
| 1977.  | Европско првенство у дворани | Сан Себастијан, Шпанија       |         | 800 м      | 2:01,3     | [ 5 ]  |
| 1980.  | Европско првенство у дворани | Зинделфинген, Западна Немачка | 4.      | 800 м      | 2:01,5     | [ 6 ]  |
| 1980.  | Олимпијске игре              | Москва, Совјетски Савез       | 15.     | 800 м      | 2:01,5     | [ 7 ]  |
| 1980.  | Олимпијске игре              | Москва, Совјетски Савез       | 6.      | 4 х 400 м  | 3:27,9     | [ 8 ]  |